# Сатыкы
Сатыкы (устар. Сатока) — река в России, протекает по территории Туруханского района Красноярского края. Устье реки находится в 49 км от устья реки Дындовский Таз по правому берегу. Длина реки составляет 11 км.

## Данные водного реестра
По данным государственного водного реестра России относится к Нижнеобскому бассейновому округу, водохозяйственный участок реки — Таз. Речной бассейн реки — Таз.
Код объекта в государственном водном реестре — 15050000112115300063549.